# Victor Glover
Victor Jerome Glover (Pomona, 30 de abril de 1976) é um astronauta da NASA da turma de 2013.

## Carreira
Glover é comandante da Marinha dos Estados Unidos. Ele é piloto de F/A-18 e graduado da Escola de Piloto de Teste da Força Aérea dos Estados Unidos. Glover detém graus das Universidade Politécnica Estadual da Califórnia, Air University e Escola de Pós-Graduação Naval. Ele foi um companheiro legislativo naval que trabalhou na equipe pessoal do senador John McCain: apoiando a defesa, policiando e supervisionando as relações internacionais.

### NASA
Em agosto de 2018, foi atribuído à Glover o voo da primeira missão do Crew Dragon da SpaceX  à Estação Espacial Internacional como parte do Programa de Tripulações Comerciais da NASA.
No dia 3 de abril de 2023, foi anunciado como piloto da Artemis 2. Com a missão, Glovar se tornará na primeira pessoa afrodescendente a voar em espaço profundo.

## Galeria

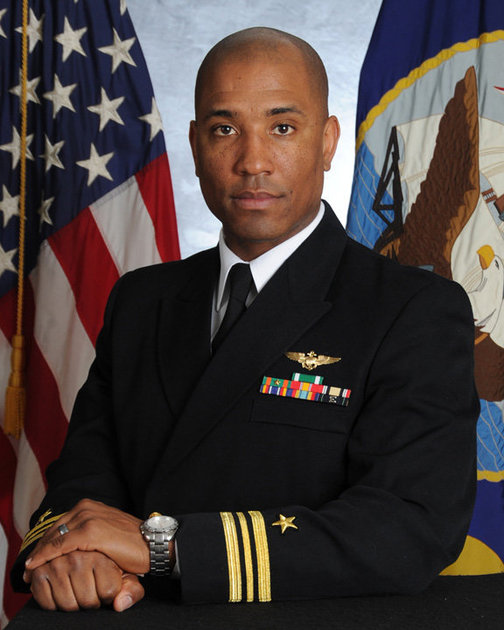
Glover em 2013, época de sua seleção como astronauta.
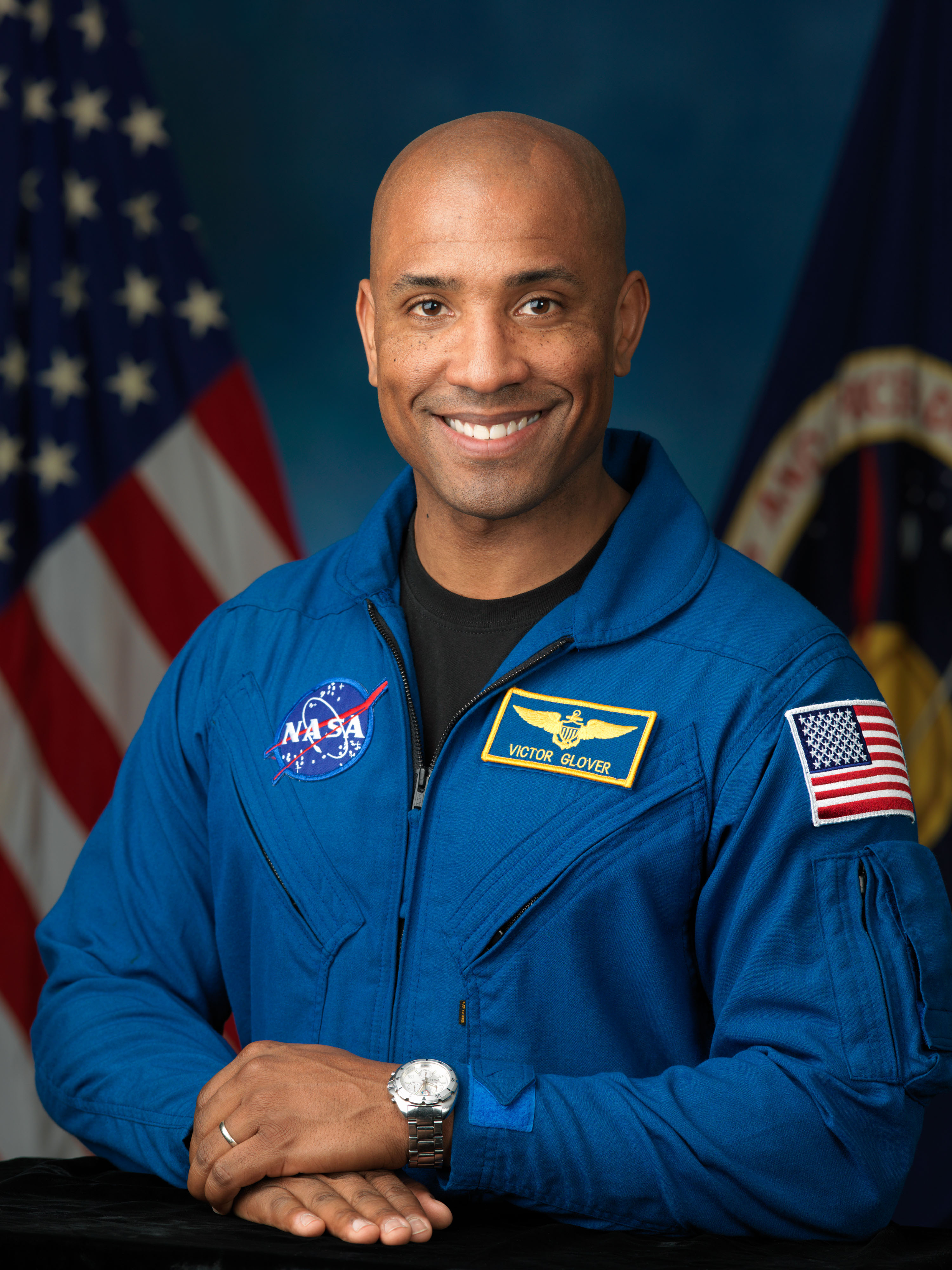
Glover trajando uniforme de astronauta da NASA.